# Bernhard Tüshaus
Bernhard Tüshaus (* 27. November 1846 in Münster; † 19. Januar 1909 in Düsseldorf) war ein deutscher Architekt. Er war zwischen 1876 und 1898 mit seinem Schwager Leo von Abbema in dem erfolgreichen Düsseldorfer Architekturbüro Tüshaus & von Abbema tätig.

## Familie
Nahe Verwandte von Bernhard Tüshaus waren der Maler Fritz Tüshaus und der Bildhauer Joseph Tüshaus, die auch wie er in Münster geboren wurden. Im September 1877 heiratete er Johanna Zengerly aus Düsseldorf.

## Bauten und Entwürfe

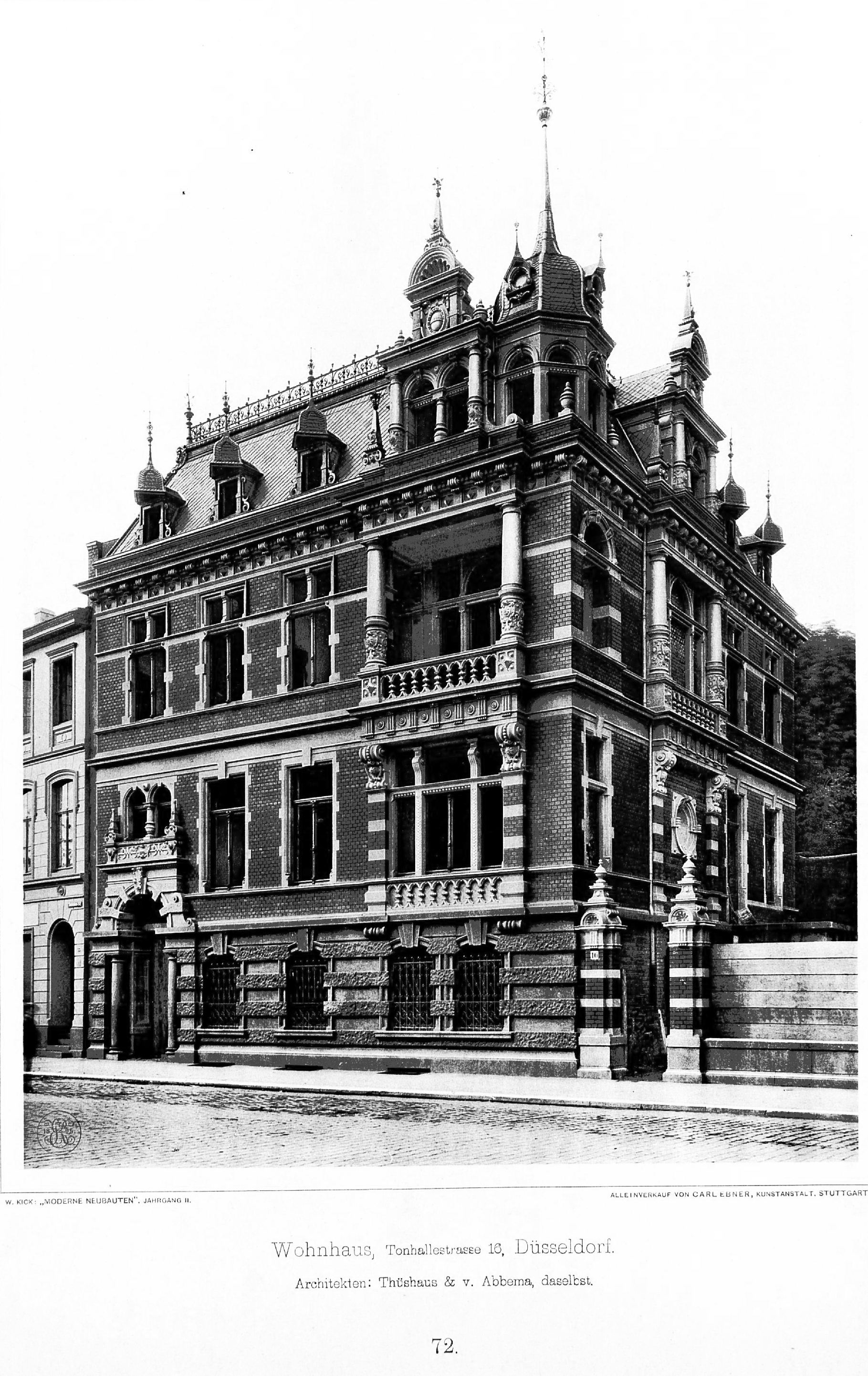
Wohnhaus Losenhausen in Düsseldorf

- 1878: Wohnhaus Alleestraße 26 in Düsseldorf (nicht erhalten)[3]
- 1884: Wohnhaus Duisburger Straße 81, Düsseldorf-Pempelfort (seit 1985 unter Denkmalschutz)
- 1882–1884: Schloss Drachenburg für Stephan Freiherr von Sarter bei Königswinter[4]
- 1884–1886: katholische Kirche St. Marien in Elberfeld-Ostersbaum (seit 1931 Wuppertal)
- 1885: Wohnhaus für die Unternehmer-Familie Kümpers in Rheine, sogenannte „Gelbe Villa“[5]
- 1890: Neubau von Schloss Ahrenthal für Graf von Spee bei Sinzig[6]
- 1892: Entwurf für einen Wiederaufbau des Schlosses Esterhazy für Graf Nikolaus Esterhazy bei Tata (Ungarn)[7][8]
- Wohnhausgruppen an der verlängerten Gartenstraße[9] und an der Rubensstraße[9] in Düsseldorf (nicht erhalten)
- 1891: Wohn- und Geschäftshaus Flingerstraße 22/26 in Düsseldorf (nicht erhalten)[10]
- 1893: Wohn- und Geschäftshaus Schadowstraße 36 in Düsseldorf[11]
- vor 1895: Wohnhaus für den Unternehmer Joseph Losenhausen in Düsseldorf, Tonhallenstraße 16 (angrenzend an den Garten der Alten Tonhalle[12], nicht erhalten)[13][14]
- 1898: deutsch-reformierte Kirche in Magdeburg, Alte Neustadt, Kaiser-Otto-Ring / Hohenstaufenring (nicht erhalten)

Auch nach der Trennung 1898 entwarf Tüshaus noch zahlreiche Villen und verschiedene Geschäftshäuser, z. B.:
- 1898–1899: Wohn- und Geschäftshaus Leostraße 1a in Düsseldorf-Oberkassel (mit Blick auf den Luegplatz)